# Шенгенская зона
Шенге́нская зо́на — пространство из 29 европейских государств, присоединившихся к нормам Шенгенского законодательства Европейского союза и отменивших пограничный контроль между собой.
Первоначально — пространство нескольких стран, где вступило в силу одноимённое соглашение, подписанное в деревне Шенген (Люксембург) в 1985 году. В плане международных путешествий Шенгенская зона действует во многом подобно единому государству с пограничным контролем на внешней границе — при въезде и выезде из зоны, но без пограничного контроля на внутренних рубежах государств, входящих в эту зону.
Существовавшая изначально отдельно от Европейского союза нормативно-правовая база Шенгенской зоны была инкорпорирована в единое законодательство сообщества при вступлении в силу Амстердамского договора в 1999 году, хотя Шенгенская зона официально включает и четыре страны, не входящие в ЕС: Исландия, Норвегия, Швейцария и Лихтенштейн, а также де-факто включает ещё три европейских микрогосударства: Монако, Сан-Марино и Ватикан, которые так же не являются членами ЕС. Все страны Европейского союза, кроме Ирландии, обязались войти в Шенгенскую зону, и все, кроме 
Кипра, уже сделали это. На данный момент зона охватывает площадь в 4 718 085 км², на которой проживают свыше 450 млн человек.
Шенгенские правила подразумевают устранение пограничного контроля на внутренних границах между государствами, вошедшими в зону, и одновременно укрепление пограничного контроля с третьими государствами, граничащими с зоной. Также страны обязуются вести единую политику в отношении временно въезжающих лиц (включая единую Шенгенскую визу), вести согласованный контроль на внешних границах и развивать трансграничное полицейское и судебное сотрудничество.
Для удостоверения личности в аэропортах, отелях или при полицейском контроле может требоваться паспорт или идентификационная карта государства — члена ЕС или страны, подписавшей Шенгенское соглашение. В исключительных случаях при наличии угрозы внутренней безопасности или общественному порядку (например, при проведении важных политических саммитов или спортивных соревнований) пограничный контроль на внутренних границах между некоторыми странами Шенгенской зоны может восстанавливаться на ограниченный срок до 30 дней.

## История
Шенгенская зона начала своё существование 26 марта 1995 года, когда пограничный контроль был отменён на внутренних границах между семью государствами: Бельгией, Францией, Германией, Люксембургом, Нидерландами, Португалией и Испанией. В 1997 году к ним присоединились Италия и Австрия. В 1999 году по Амстердамскому договору соглашение стало частью acquis communautaire (существующей на сегодня совокупности правовых норм ЕС, принимаемых страной при вступлении в ЕС). В 2000 году к зоне присоединилась Греция, а в 2001 году в Шенгенскую зону вошли государства — члены Скандинавского паспортного союза (Дания, Финляндия, Швеция), а также государства, не входившие в Европейский союз, — Исландия и Норвегия.
В 2007 году в зону вошли ещё 9 стран — Чехия, Эстония, Венгрия, Латвия, Литва, Мальта, Польша, Словакия и Словения (все они стали членами ЕС тремя годами ранее). Швейцария присоединилась к Шенгенской зоне 12 декабря 2008 года, Лихтенштейн — 19 декабря 2011 года, они стали, соответственно, третьим и четвёртым государством в зоне, не входящими в Европейский союз. С 1 января 2023 года к Шенгенской зоне присоединилась Хорватия, она стала 27-м членом зоны. 31 марта 2024 года к Шенгенской зоне присоединились Болгария и Румыния, был снят пограничный контроль на внутренних воздушных и морских границах, а 1 января 2025 года контроль был снят и для сухопутных границ.

## Членство
| Шенгенская зона (ЕС)    | Готовы вступить позже |
| Шенгенская зона (не ЕС) | Члены ЕС вне зоны     |

Государство — участник Шенгенской зоны
Государство Европейского союза вне Шенгенской зоны
Безвизовый режим — въезд в страны Шенгенской зоны в течение 90 суток в 180-суточный период (EC 539/2001 Annex II)
Виза нужна для въезда в Шенгенскую зону (EC 539/2001 Annex I)
Виза нужна как для транзита, так и для въезда в страны Шенгенской зоны (EC 810/2009 Annex IV)

На данный момент Шенгенская зона состоит из 29 государств; все, кроме четырёх, — члены Европейского союза. Две страны из стран, не являющихся членами ЕС, — Исландия и Норвегия — входят в Скандинавский паспортный союз и официально классифицированы как государства, связанные с Шенгенской деятельностью ЕС. Ещё две страны, Швейцария и Лихтенштейн, вошли в шенгенскую зону на тех же условиях. Де-факто Шенгенская зона включает три малых государства, которые поддерживают открытые или полуоткрытые границы со странами Шенгенского соглашения.
Перед полным вводом Шенгенских правил вступающая страна должна получить оценку готовности в четырёх областях: воздушные границы, визы, полицейское сотрудничество и защита персональных данных. В роли оценивающих выступают специальные эксперты из ЕС.

### Текущий состав
| Государство  | Площадь (км²) | Население  | Подписала или сделала выбор | Присоединение                                                                            | Исключения                                           |
| ------------ | ------------- | ---------- | --------------------------- | ---------------------------------------------------------------------------------------- | ---------------------------------------------------- |
| Австрия      | 83 871        | 8 372 930  | 28 апреля 1995              | 1 декабря 1997                                                                           |                                                      |
| Бельгия      | 30 528        | 10 827 519 | 14 июня 1985                | 26 марта 1995                                                                            |                                                      |
| Болгария     | 110 912       | 6 847 402  | 25 апреля 2005              | 31 марта 2024 (для границ в аэропортах и морских портах) 1 января 2025 (для всех границ) |                                                      |
| Венгрия      | 93 030        | 10 013 628 | 1 мая 2004                  | 21 декабря 2007б                                                                         |                                                      |
| Германия     | 357 050       | 81 757 595 | 14 июня 1985                | 26 марта 1995в                                                                           |                                                      |
| Греция       | 131 990       | 11 125 179 | 6 ноября 1992               | 26 марта 2000                                                                            |                                                      |
| Дания        | 43 094        | 5 547 088  | 19 декабря 1996             | 25 марта 2001                                                                            | Гренландияг · Фарерские островаг                     |
| Исландияа    | 103 000       | 318 755    | 19 декабря 1996             | 25 марта 2001                                                                            |                                                      |
| Испания      | 506 030       | 46 087 170 | 25 июня 1992                | 26 марта 1995                                                                            | Мелильяе Сеутае                                      |
| Италия       | 301 318       | 60 397 353 | 27 ноября 1990              | 26 октября 1997                                                                          |                                                      |
| Латвия       | 64 589        | 2 248 961  | 1 мая 2004                  | 21 декабря 2007б                                                                         |                                                      |
| Литва        | 65 303        | 3 329 227  | 1 мая 2004                  | 21 декабря 2007б                                                                         |                                                      |
| Лихтенштейна | 160           | 35 981     | 28 февраля 2008             | 19 декабря 2011                                                                          |                                                      |
| Люксембург   | 2586          | 502 207    | 14 июня 1985                | 26 марта 1995                                                                            |                                                      |
| Мальта       | 316           | 416 333    | 1 мая 2004                  | 21 декабря 2007б                                                                         |                                                      |
| Нидерланды   | 41 526        | 16 576 800 | 14 июня 1985                | 26 марта 1995                                                                            | Аруба · Кюрасао · Синт-Мартен · Карибские Нидерланды |
| Норвегияа    | 385 155       | 4 854 824  | 19 декабря 1996             | 25 марта 2001                                                                            | Шпицбергенд                                          |
| Польша       | 312 683       | 38 163 895 | 1 мая 2004                  | 21 декабря 2007б                                                                         |                                                      |
| Португалия   | 92 391        | 10 636 888 | 25 июня 1992                | 26 марта 1995                                                                            |                                                      |
| Румыния      | 238 391       | 19 038 098 | 25 апреля 2005              | 31 марта 2024 (для границ в аэропортах и морских портах) 1 января 2025 (для всех границ) |                                                      |
| Словакия     | 49 037        | 5 424 057  | 1 мая 2004                  | 21 декабря 2007б                                                                         |                                                      |
| Словения     | 20 273        | 2 054 119  | 1 мая 2004                  | 21 декабря 2007б                                                                         |                                                      |
| Финляндия    | 338 145       | 5 350 475  | 19 декабря 1996             | 25 марта 2001                                                                            |                                                      |
| Франция      | 674 843       | 64 709 480 | 14 июня 1985                | 26 марта 1995                                                                            | все заморские территории                             |
| Чехия        | 78 866        | 10 512 397 | 1 мая 2004                  | 21 декабря 2007б                                                                         |                                                      |
| Хорватия     | 56 594        | 4 290 612  | 9 декабря 2011              | 1 января 2023                                                                            |                                                      |
| Швейцарияа   | 41 285        | 7 760 477  | 26 октября 2004             | 12 декабря 2008                                                                          |                                                      |
| Швеция       | 449 964       | 9 347 899  | 19 декабря 1996             | 25 марта 2001                                                                            |                                                      |
| Эстония      | 45 226        | 1 340 274  | 1 мая 2004                  | 21 декабря 2007б                                                                         |                                                      |

а. ↑  Государства вне ЕС, но в Шенгенской зоне.

б. ↑  Для сухопутных границ и морских портов; с 30 марта 2008 также и для аэропортов.

в. ↑  Восточная Германия вошла в ФРГ, вступая в Шенген, 3 октября 1990. До этого она оставалась вне соглашения. Несмотря на некоторые сообщения СМИ, Гельголанд входит в Шенгенскую зону; он только не входит в Европейское соглашение по добавленному налогу.

г. ↑  Только по шенгенской визе, выданной Данией.

д. ↑  Хотя Ян-Майен входит в Шенгенскую зону.

е. ↑  Все испанские территории находятся в Шенгенской зоне, но существует пограничный контроль на выезде из Сеуты и Мелильи в Испанию или другие страны зоны из-за специальных визовых правил для марокканских жителей, проживающих в Тетуане и Надоре.

### Ожидаемые вступления
| Государство | Площадь (км²) | Население | Решение вступить | Ожидаемая дата                                              |
| ----------- | ------------- | --------- | ---------------- | ----------------------------------------------------------- |
| Кипр        | 9251          | 801 851   | 1 мая 2004       | Частично зависит от неурегулированного кипрского конфликта. |

22 сентября 2011 года на совещании министров внутренних дел стран Европейского союза, проходившем в Брюсселе, Болгария и Румыния не получили права на вхождение в Шенгенскую зону. Отказ связан с тем, что Нидерланды и Финляндия возражают против вступления Румынии и Болгарии в Шенгенскую зону, утверждая, что эти страны неэффективно борются с коррупцией.
9 декабря 2011 года лидеры Евросоюза, завершившие двухдневный саммит в Брюсселе, отложили до марта 2012 года принятие решения о вхождении Болгарии и Румынии в Шенгенскую зону.
2 марта 2012 года лидеры 27 стран Евросоюза на саммите в Брюсселе отложили до сентября 2012 года принятие решения о вхождении Болгарии и Румынии в Шенгенскую зону. В сентябре по инициативе Нидерландов это решение вновь было отложено по меньшей мере до 2013 года.
8 декабря 2021 года было принято решение о вступлении Хорватии в Шенгенскую зону с 1 января 2023 года. Однако, решение о принятии в Шенген Румынии и Болгарии было вновь отложено — против принятия Румынии выступила Австрия, а против принятия Болгарии — также и Нидерланды.
В начале июля 2023 года стало известно, что вступление Болгарии и Румынии в Шенгенскую зону планируется 1 января 2024 года, позднее сроки были сдвинуты на 31 марта 2024 года для границ в аэропортах и морских портах, а обсуждение решения по сухопутным граница было назначено на 2024 год. 31 марта 2024 года в обоих государствах-членах был снят контроль на внутренних воздушных и морских границах, начали применяться Шенгенские правила, включая выдачу Шенгенских виз.
12 декабря 2024 года было официально объявлено о полноправном принятии в Шенгенскую зону Румынии и Болгарии, был снят контроль на сухопутных границах. Решение вступило в силу 1 января 2025.